# Lunga (Timiș)

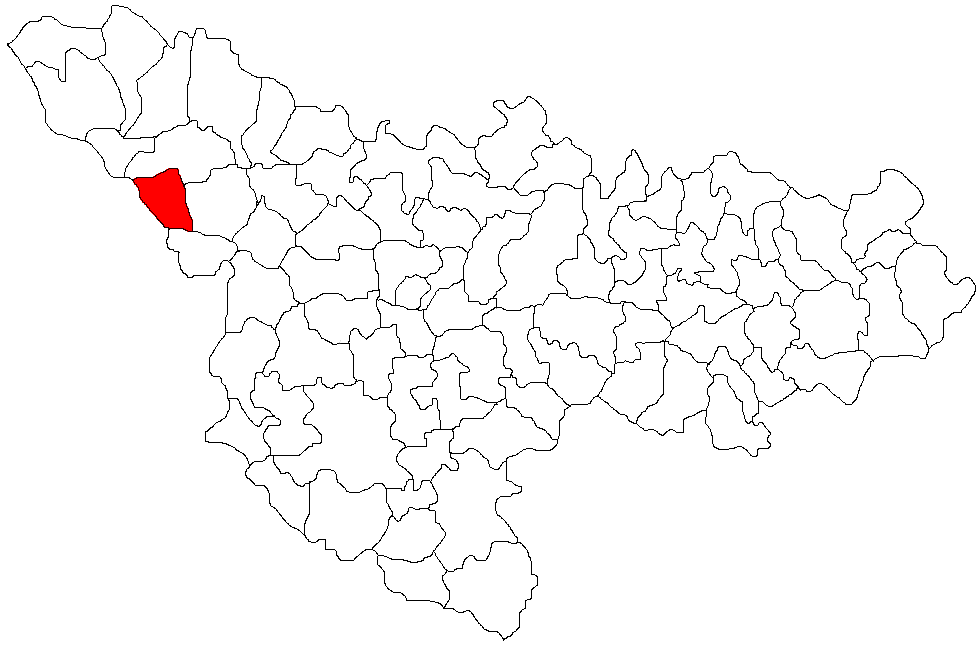
Lage der Gemeinde Comloșu Mare im Kreis Timiș

Lunga (deutsch Lunga auch Konstanzia, ungarisch Kunszőllős auch Konsztantia) ist ein Dorf im Kreis Timiș, Banat, Rumänien. Das Dorf Lunga gehört zu der Gemeinde Comloșu Mare.

## Geografische Lage
Lunga liegt im Westen des Kreises Timiș, in 56 Kilometer Entfernung von Timișoara und 13 Kilometer von Jimbolia. Es befindet sich an der Nationalstraße DN59C Jimbolia-Sânnicolau Mare und an der Kreisstraße DJ 594A, die bis zur Grenze zu Serbien führt.

## Nachbarorte
| Teremia Mare | Nerău                                       | Vizejdia     |
| Serbien      | Kompassrose, die auf Nachbargemeinden zeigt | Comloșu Mare |
| Serbien      | Serbien                                     | Comloșu Mic  |

## Geschichte
Das Dorf Lunga wurde 1824 auf dem Gut der Grafenfamilie Nako gegründet. 
Zum Zwecke der Sicherung der Arbeitskräfte auf seinem Gut siedelte Graf Nako 138 rumänische Familien aus Oltenien, sogenannte Bufänen, und 100 deutsche Familien an.
Anfangs hieß die neu gegründete Siedlung Konstanzia nach der Tochter des Grafen Nako. Die ungarische Administration änderte den Namen 1888 in Kunszőllős. Nach der Dreiteilung des Banats am 4. Juni 1920 infolge des Vertrags von Trianon fiel der Ort an das Königreich Rumänien. Seitdem ist die amtliche Bezeichnung Lunga.

## Demografie
| 1880 | 1150 | 552 | -  | 598 | -  |
| 1910 | 1071 | 522 | 16 | 532 | 1  |
| 1930 | 858  | 441 | 2  | 415 | -  |
| 1977 | 543  | 371 | 8  | 163 | 1  |
| 2002 | 530  | 463 | 6  | 5   | 56 |